# Cochranella albomaculata
Cochranella albomaculata är en groddjursart som först beskrevs av Taylor 1949.  Cochranella albomaculata ingår i släktet Cochranella och familjen glasgrodor. Inga underarter finns listade i Catalogue of Life.